# Union des capitales de l'Union européenne

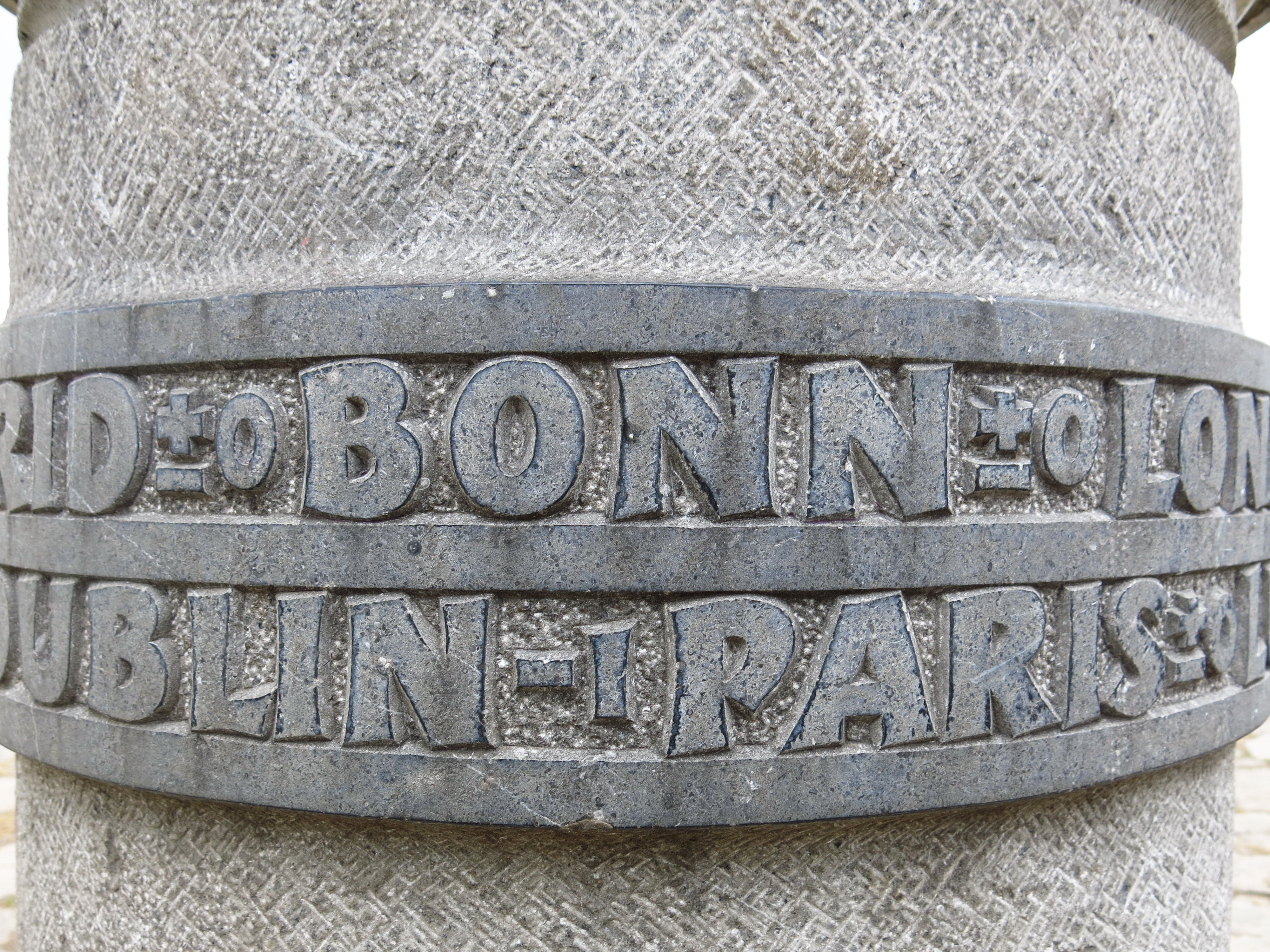
La Stèle UCCE à Bonn

L’Union des capitales de l'Union européenne (UCUE), aussi connu sous sa dénomination en anglais Union of Capitals of the European Union (UCEU), est une organisation internationale qui a pour but de « maintenir des liens permanents entre les capitales européennes et de favoriser les échanges entre les habitants pour développer le sentiment vivant de la fraternité européenne ».

## Histoire
Elle a été créée en avril 1961 par six villes fondatrices (Amsterdam, Bonn, Bruxelles, Luxembourg, Paris et Rome) à l'initiative du bourgmestre de Bruxelles Lucien Cooremans. À l'époque son nom était l'Union des capitales de la Communauté européenne (UCCE). Elle regroupe les capitales des pays membres de l'Union européenne. Elle est organisée avec une présidence tournante, une assemblée générale et un comité permanent.

## Notes et références

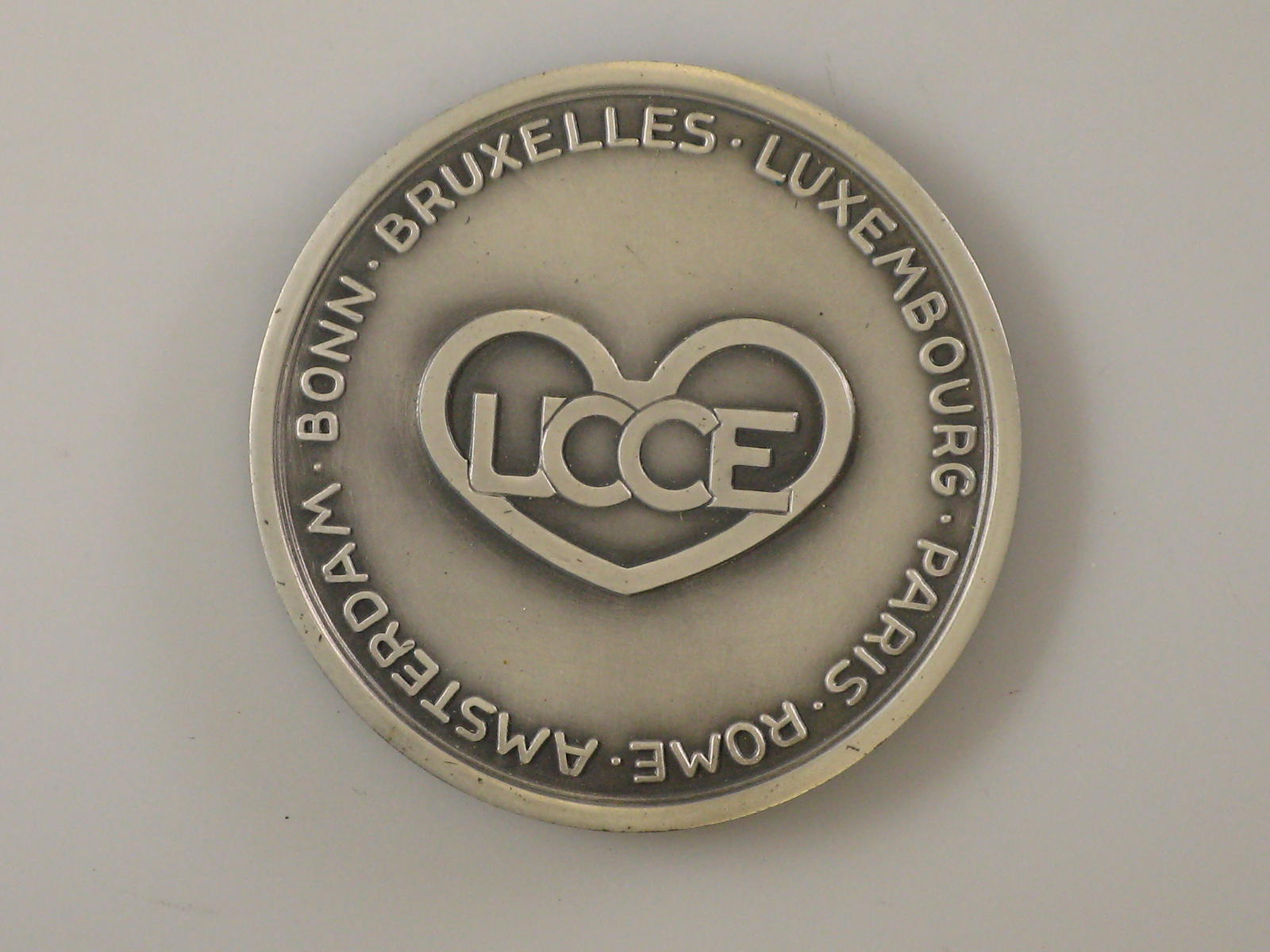
Medaille à la 10ème anniversaire de l'UCCE